# Potage
Synonyme de « Potage » : Soupe (signification proche au sens actuel).

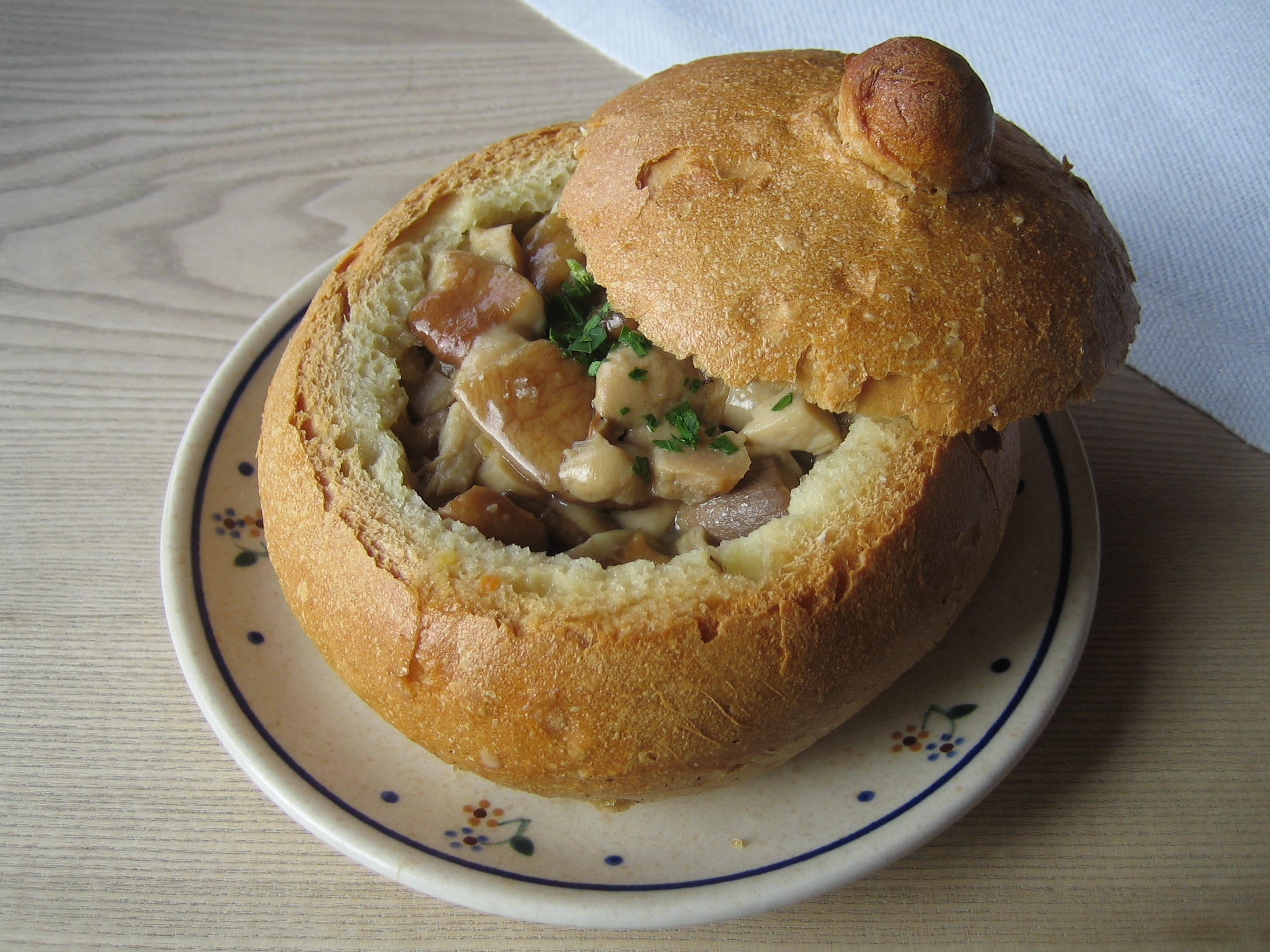
Potage polonais de champignons. Cette façon de faire dans une boule de pain évidée est répandue en Europe de l'Est.

Le potage est une préparation culinaire à base de plantes potagères (légumes racines et tiges) bouillies de façon à les ramollir et accompagnées éventuellement de viande ou de graisse. On obtient ainsi le pot-au-feu qui existe dans la cuisine médiévale. La daubière (qui sert à faire la daube) est le pot-à-potage sur le fourneau-potager qui est reconnu comme tel au 17e siècle.

Le service du repas a évolué au cours des siècles. Et l'importance et la place du potage dans le menu est variable. Dans les grandes réceptions il était suivi d'un rôti appelé « relevé de potage ». Il peut maintenant être plat principal dans un restaurant, dans la cuisine quotidienne issue de la cuisine classique. 

Dans la langue française apparaît au 15e siècle la tournure  « pour tout potage » concernant au départ une « pitance » médiocre (portion congrue monastique) et devient au 18e siècle l'expression de la non satisfaction à propos de quelque chose.

## Histoire
Les villes médiévales importantes au 12e siècle  ont une « ceinture verte » hors de la ville de jardins (avant la culture de la pomme de terre). Cela assure le confort des aristocrates et grands bourgeois pour leur alimentation. Ils y séjournent l'été. 

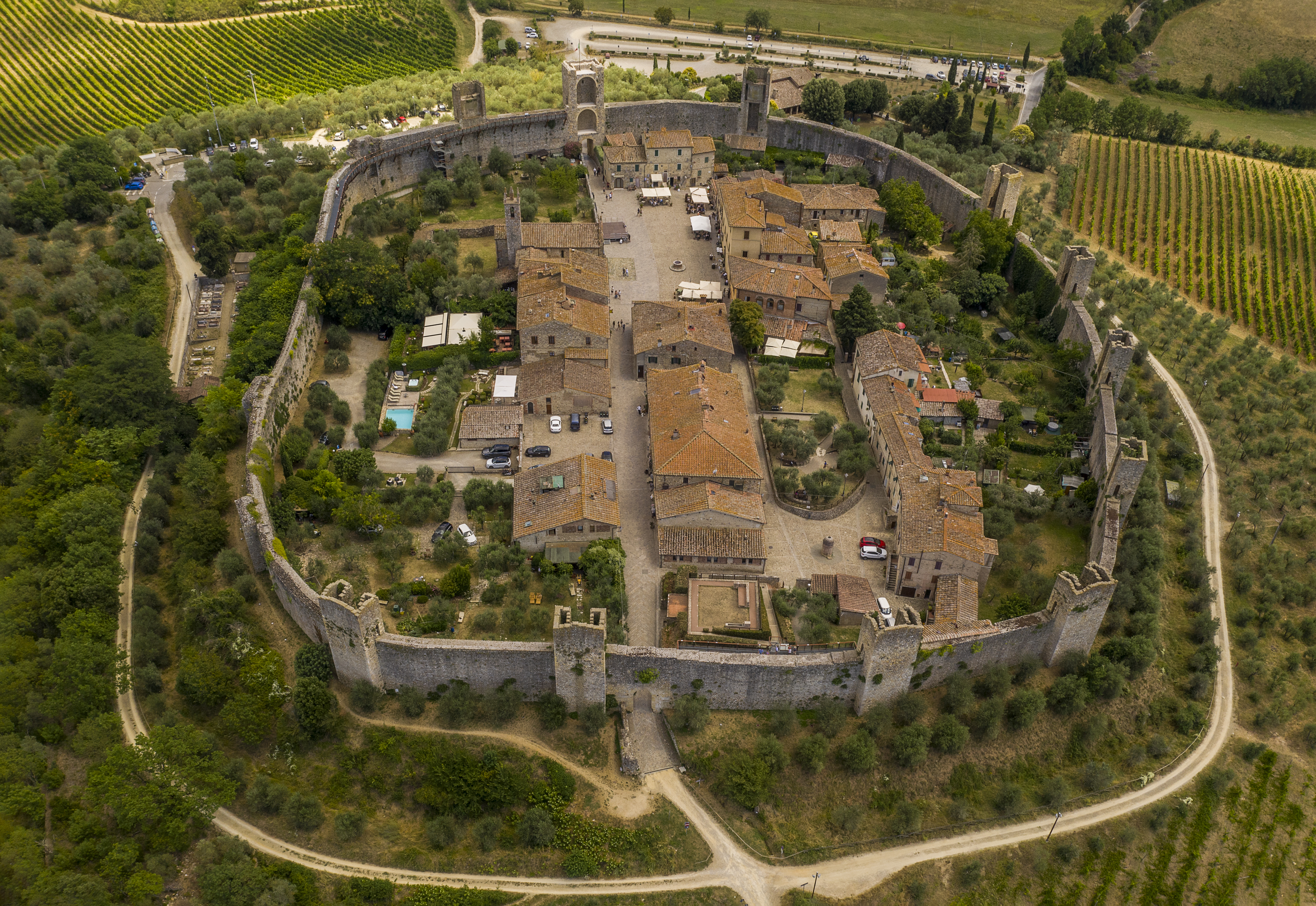
Monteriggioni édifié au, (donnant une idée de structure urbaine intra-muros maisons et jardins vivriers-vergers).

Se trouvent aussi dans ces villes des jardins intra muros qui sont des petites parcelles cultivées d'« herbes potagères » en même temps qu'elles sont un verger. Dans les petits bourgs médiévaux en France, cet aménagement de type bâtiment et jardin attenant est fréquent (courtil à côté de la ferme). Ces jardins sont des jardins-potagers. Dès lors le mets appelé « potage » se met à exister avec des contraintes sociales comme l'« écot » dû à la commune et le droit seigneurial pour les repas comme celui du mariage. Dans beaucoup de ces villes sont créées à partir de ce moment des « places aux herbes », des « rues aux herbes », cela en Italie, en France, en Belgique etc. Cette pratique de se fournir en vivres perdure en changeant de nom pour le même lieu: « place du marché ». 
Les plantes potagères après la Renaissance qui reprend le jardin Antique des grandes demeures ont tout d'abord prises comme plantes d'apparat avant de terminer à la cuisine (par ex. l'artichaut, le chou-fleur etc.)
Puis le potage évolue et déjà au 16e siècle contient des pâtes.
En France le « Potagier » est le cuisinier dont le métier est de manier la marmite avec couvercle (le pot) sur le four potager, il s'occupe de ce qui n'est pas rot pour obtenir le potage. Le jardin potager est présent dans les châteaux au 17e siècle. Le cuisinier-potagier peut être un des « cuisinier de la bouche du Roi ». À l'étranger, des chefs de cuisine français sont attachés à de nombreuses cours royales (cf. Jardin du Roi à Versailles). Et selon Carême la consommation des « herbes du potage » permet de soigner ses maladies comme la "goutte" etc.
Culinairement, le bouillon est aromatisé avec des herbes. Il est servi chaud ou froid. On lui donne de la consistance avec du pain soit dans le bouilli (panade) soit en dehors du liquide en servant la préparation sur des tranchoirs médiévaux auxquels succèderont les « flûtes à potage » et en buvant le bouillon en soupe qui a pu être épaissie par des farines cuites, du tapioca etc.
Dans l'usage actuel très répandu dans le monde, potage et soupe sont largement confondus et désignent une préparation plus ou moins liquide liés avec de nouveaux épaississants; ce n'était pas le cas au 19e siècle. C'est le cas dans la réforme de la cuisine au 20e siècle avec Escoffier où le potage « pouvait » contenir des aliments solides.
Un potage industriel en sachet fabriqué à partir de l'après-guerre peut cependant contenir des morceaux ajoutés dans le velouté obtenu par le mixer puis le tout déshydraté.

## Les principes de la confection de potages
Galerie de photos

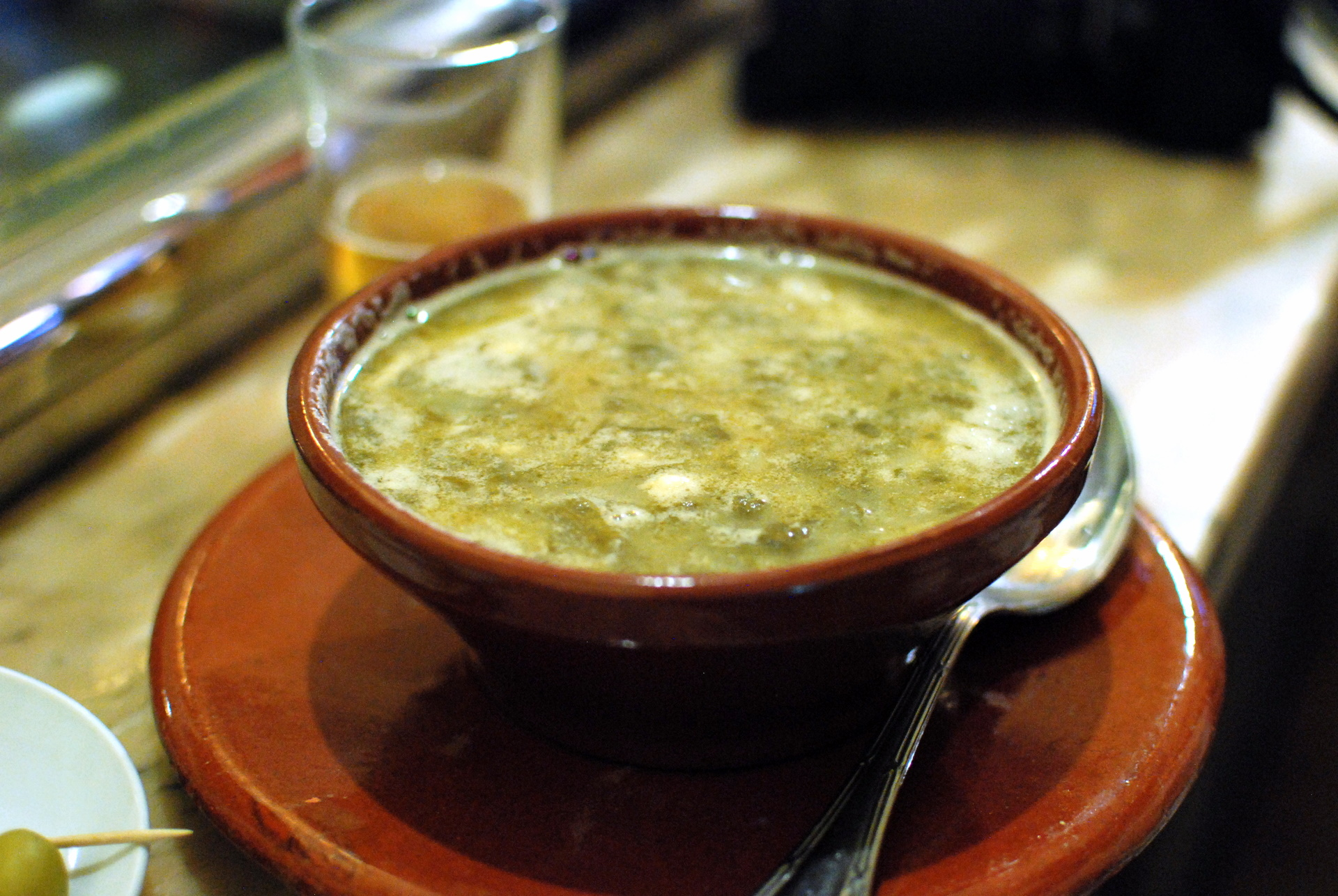
Caldo gallego, potage de légumes.
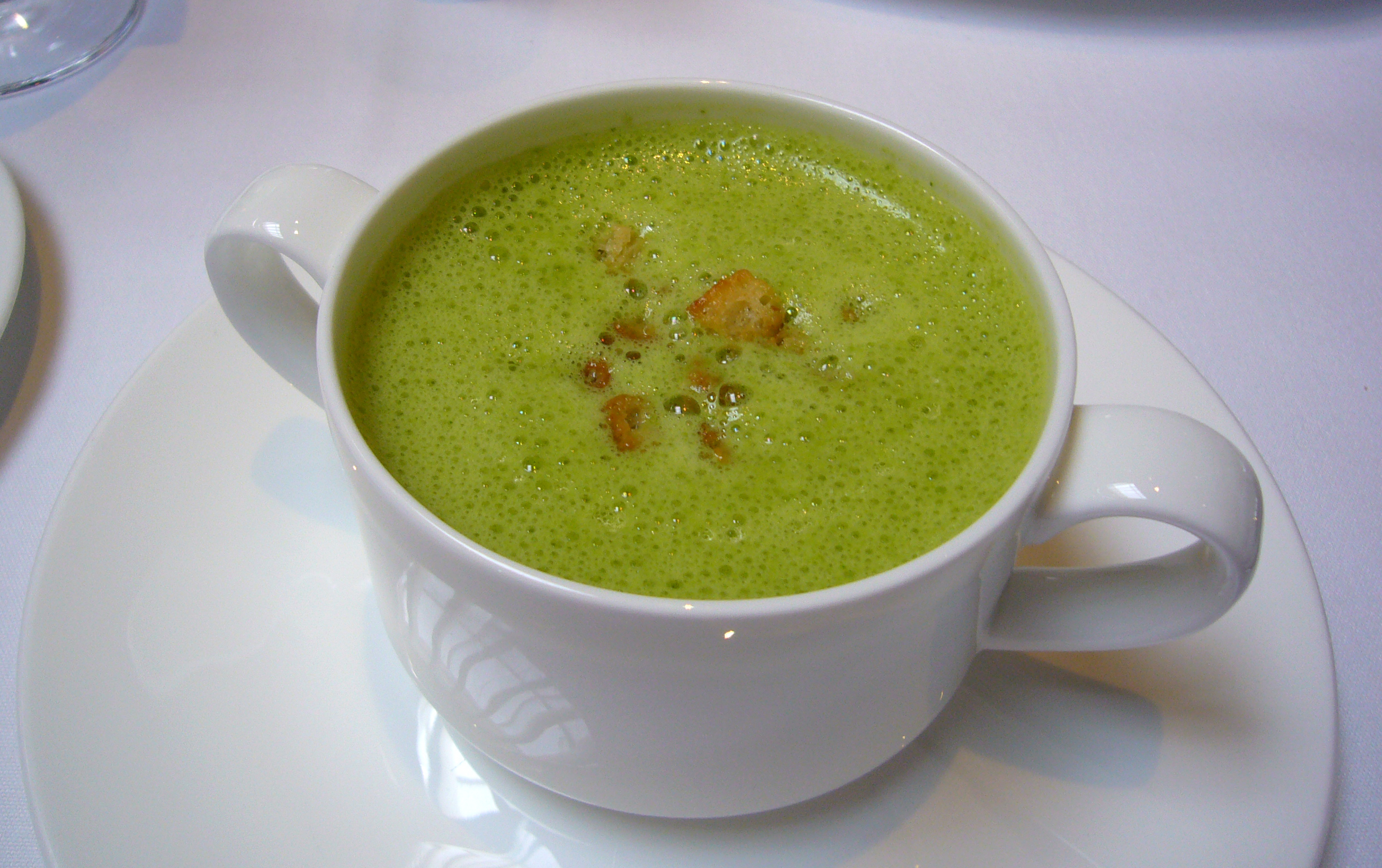
Crème d'asperge truffée, potage velouté.
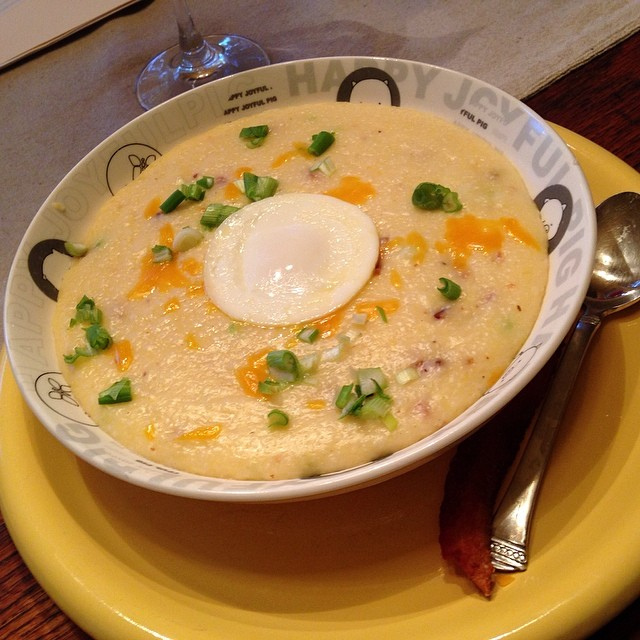
Potage de farine de gruau au fromage blanc (bacon, échalotte, œuf poché), potage gluant.
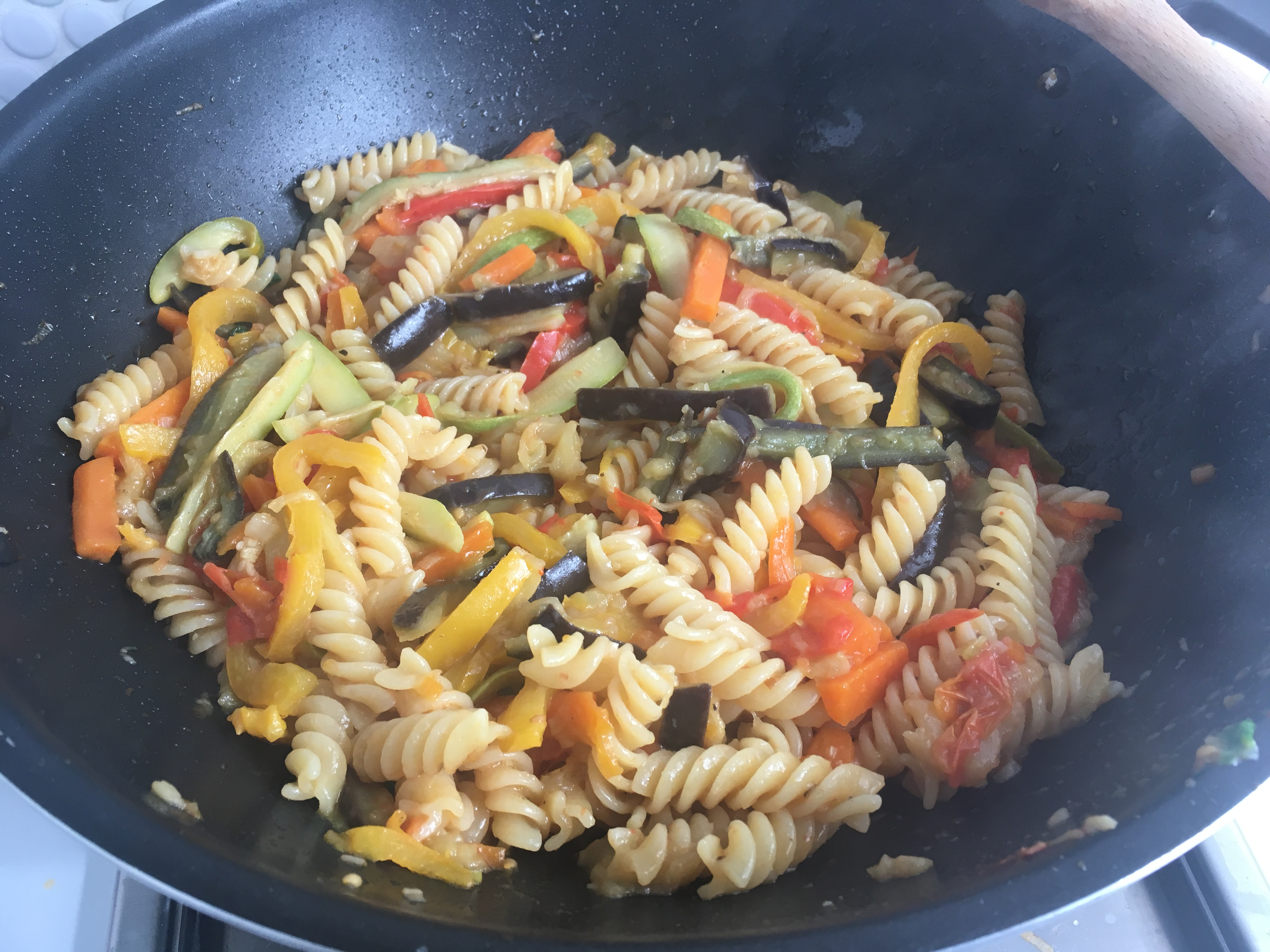
Pasta all'Ortolana, potage aux pâtes.
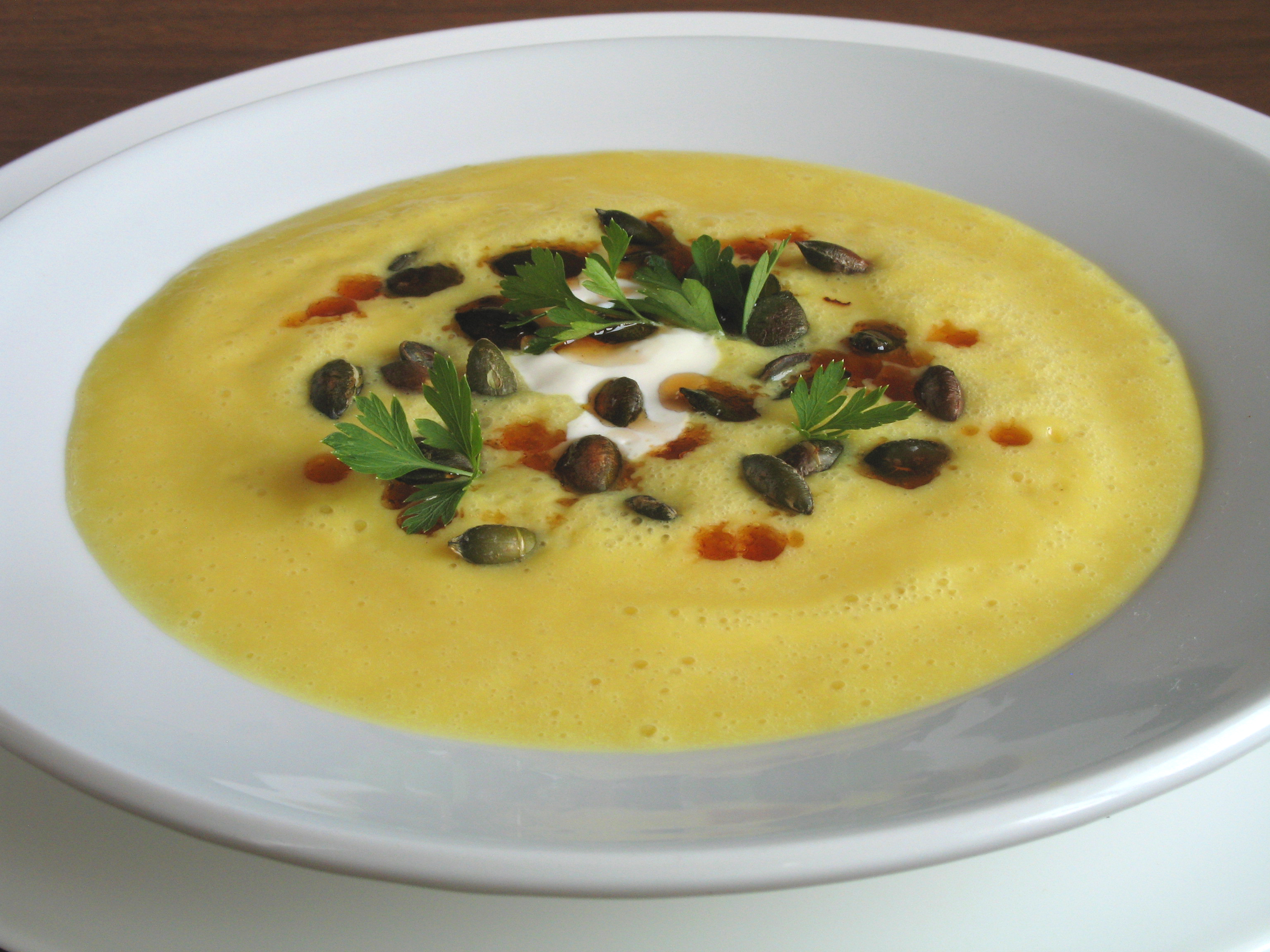
Soupe de potiron allemande liée à la Crème aigre, potage velouté épais.
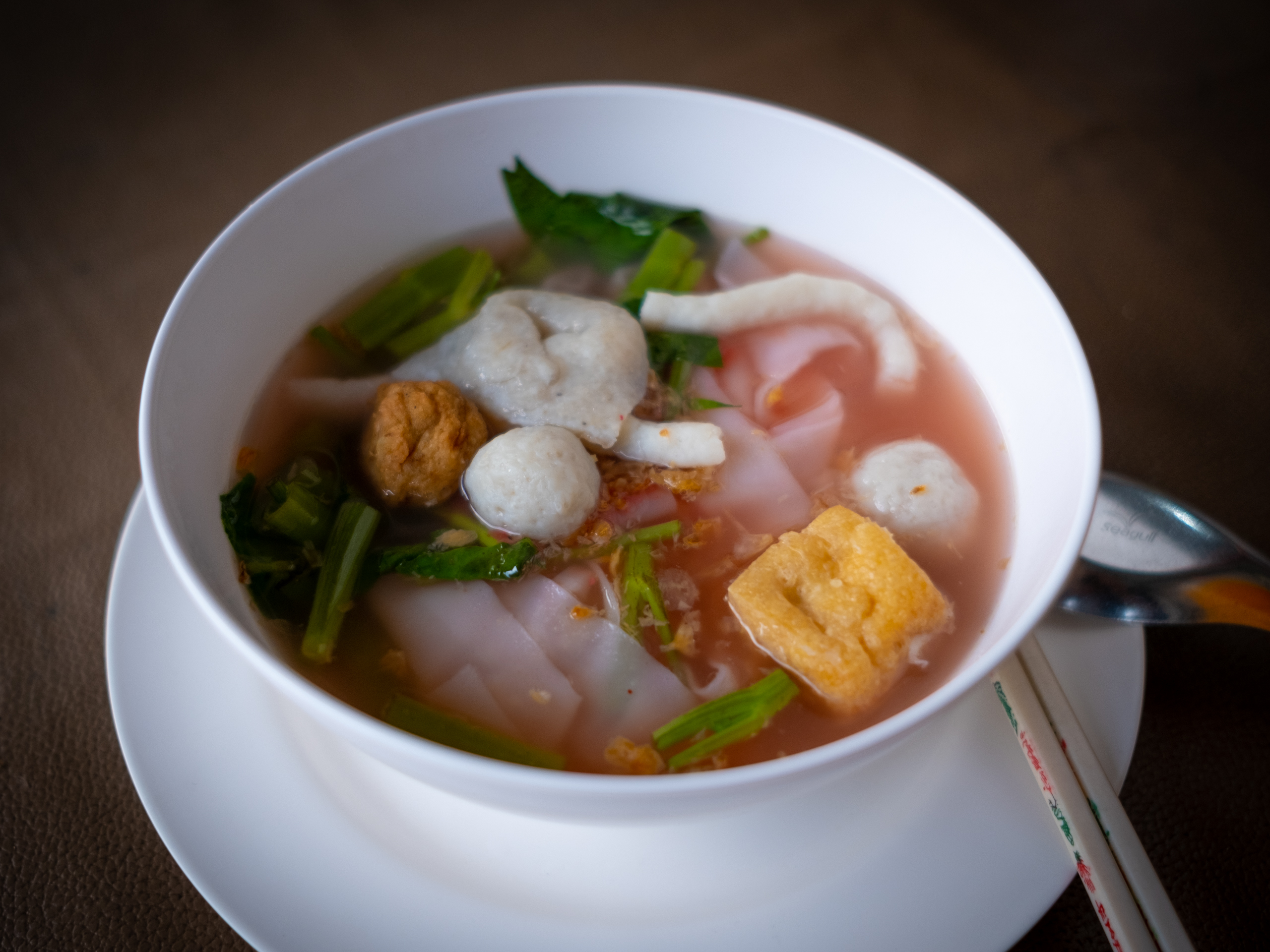
Potage taï Yen tafo au poisson, (nouilles de riz, tofu, épinard d'eau), potage clair.
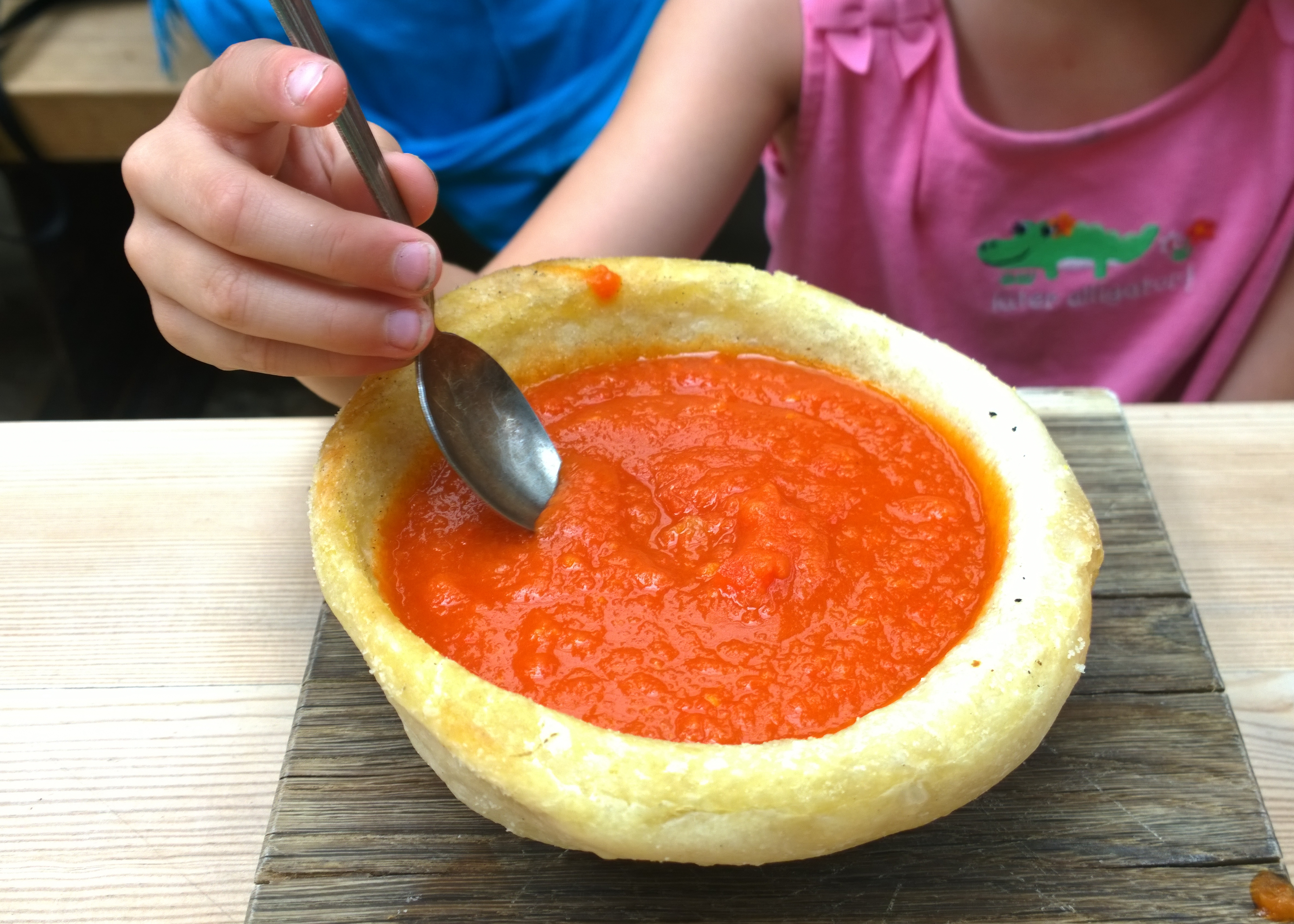
Potage anglais "Tomato soup" dans un pain creux levé, potage liquide épaissi.
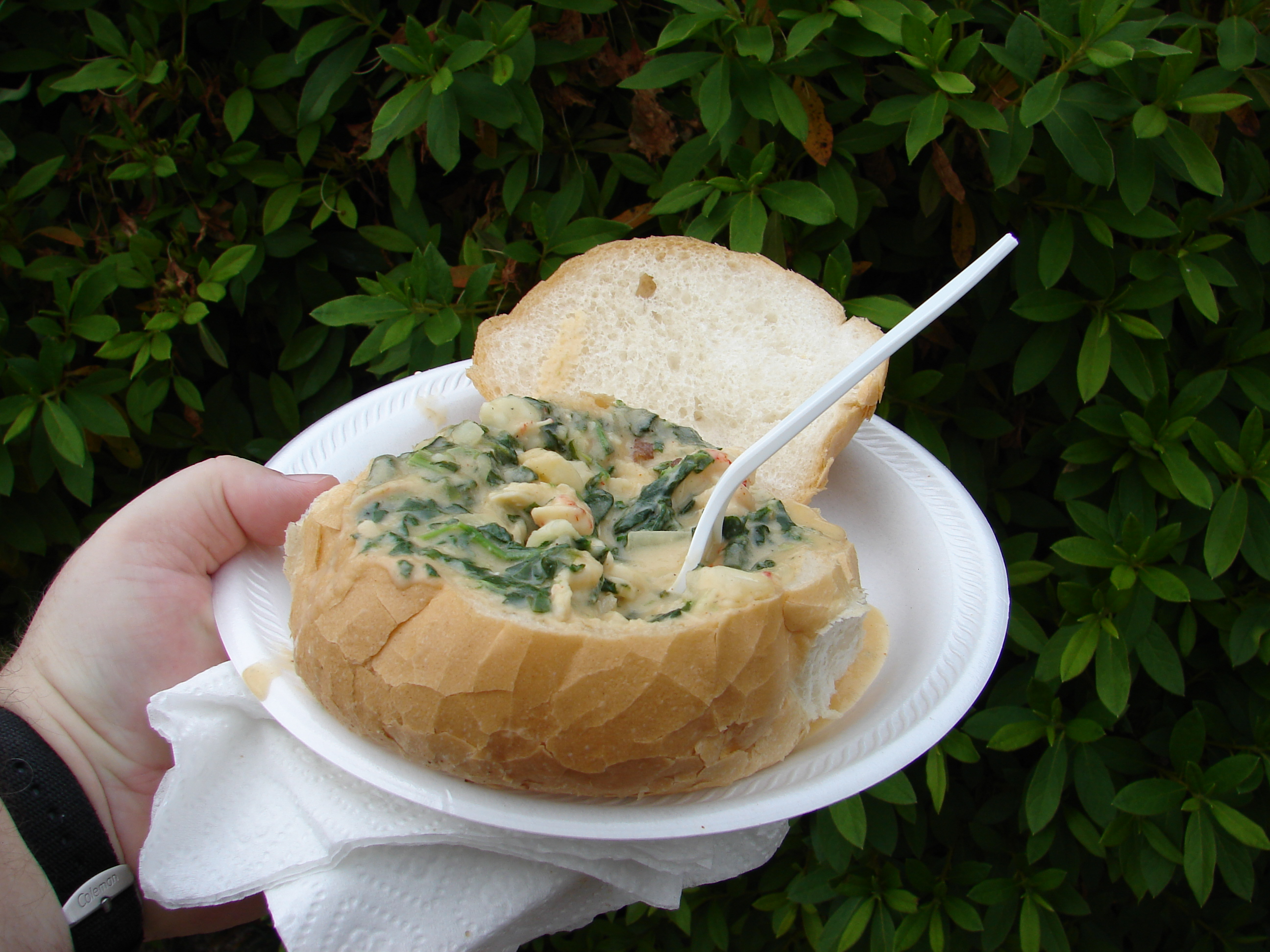
Potage américain de crevette et épinards en sauce (Nouvelle-Orléans), potage épais dans une petite boule de pain dont on a enlevé la mie.
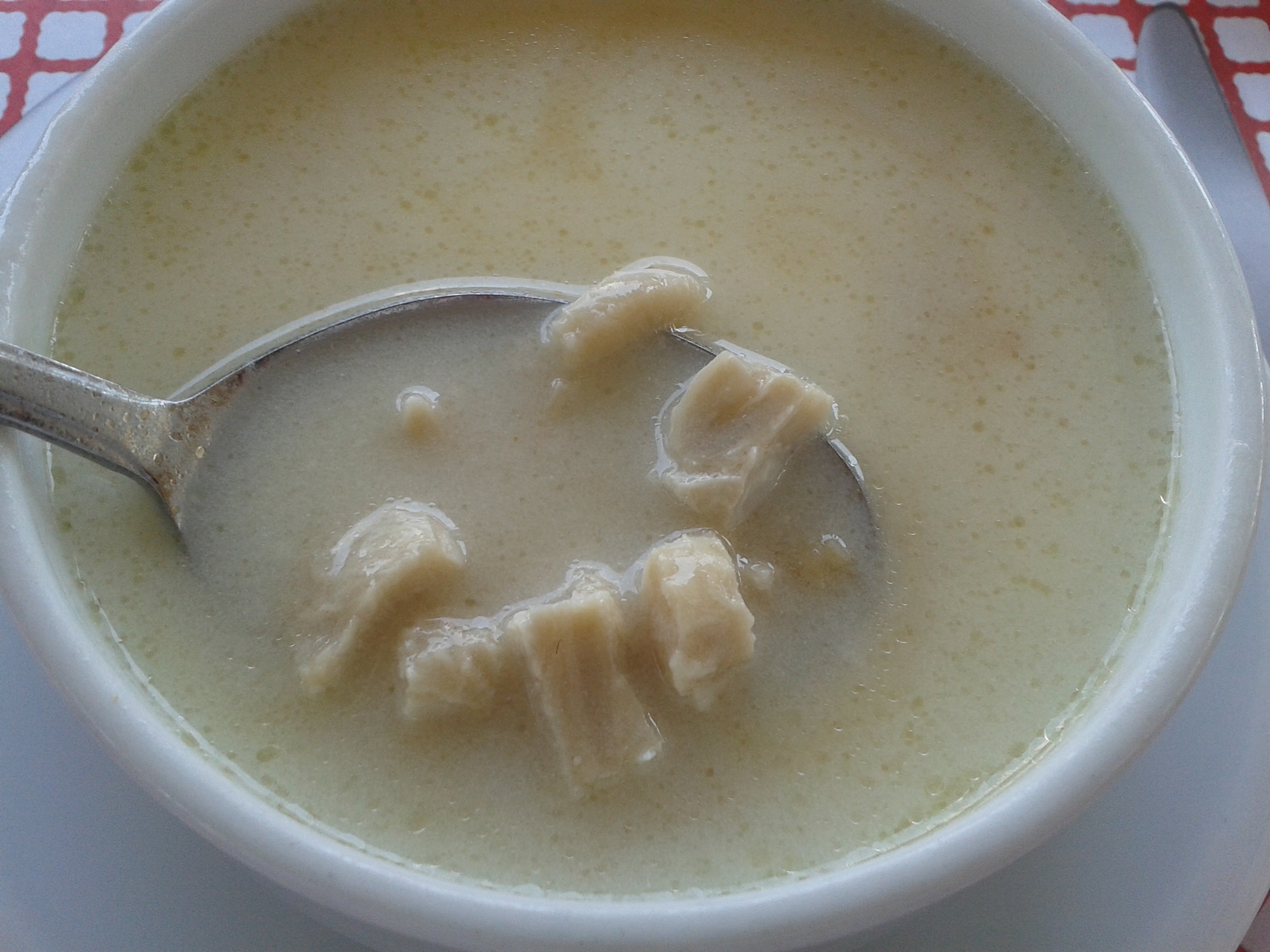
Potage turc de tripes, potage liquide.
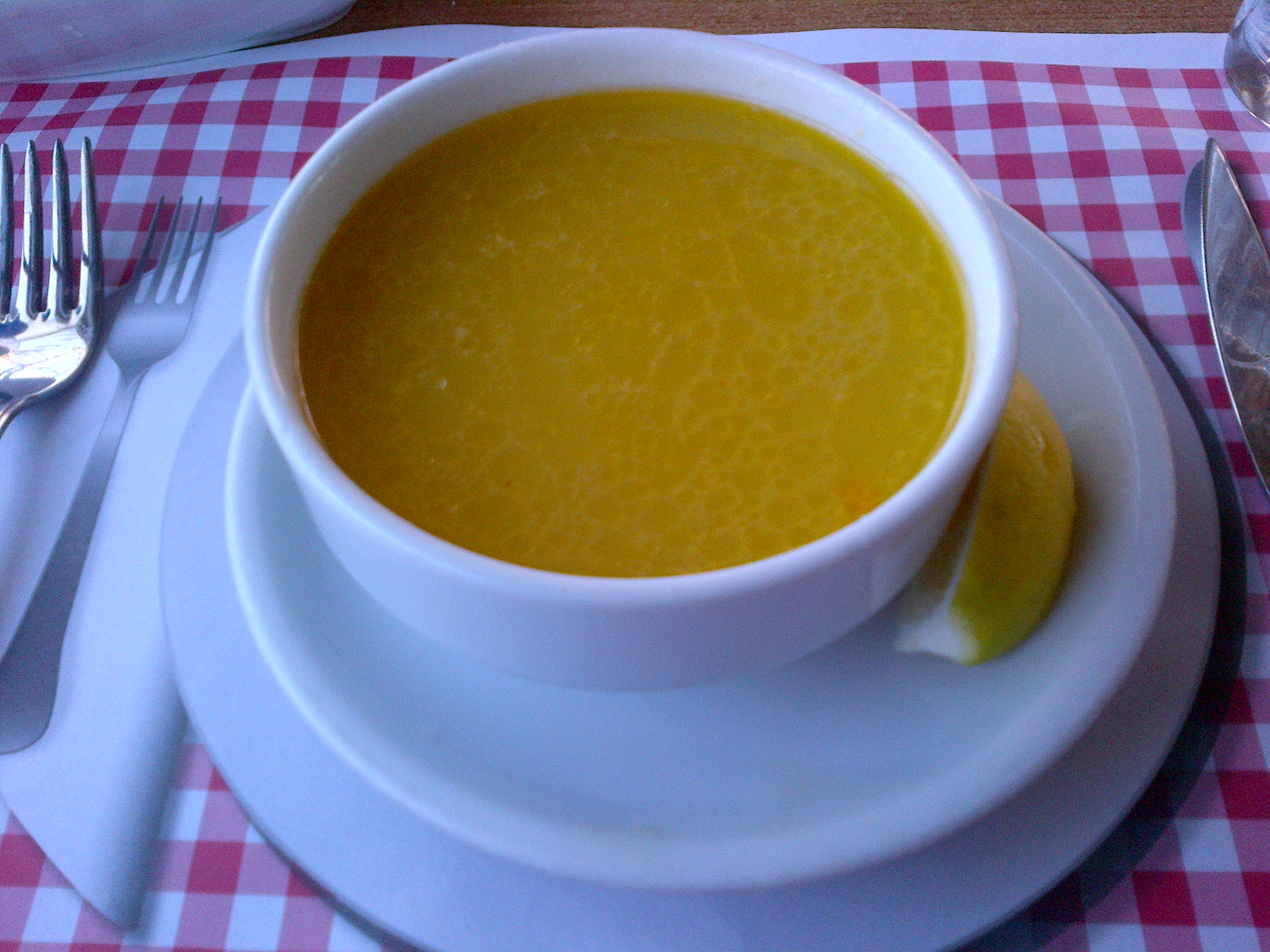
Tavuk suyu çorba, chicken soup turc (consommé de volaille) potage clair.

Selon Mme E. Saint-Ange, voici ce qui fait le potage: Les "herbes" que l'on fait "fondre" [dont on fait se réunir les saveurs et les vertus]. Ce sont l'oseille « la première » , le cerfeuil, la laitue, la poirée, le cresson, les épinard et même le poireau [blanc de -] qui font les potages aux "herbes". « certaines personnes y ajoutent la pimprenelle d'autres les feuilles tendres de céleri, le cœur de chou ». Le geste de passer au tamis rend le potage luxueux [avant la cuisine à l'électricité]. 
« La liaison finale aux jaunes d'œuf est une règle presque constante ».

Quelques exemples... Le potage Crécy : pp.145-146 basé sur la carotte en hiver n'utiliser que la partie périphérique pour l'étuver. Le potage Solférino  p.167 est lisse et n'émergent dans le repas de réception que les morceaux de haricots verts; Le potage velours appartient à la cuisine moderne avec du tapioca p.146, des farines, fécule, arrow-root p.169, du riz p.153.

Des distinctions ne sont plus faites dans la cuisine moderne: par ex. l'"ox-tail" anglais et la soupe de queue de bœuf anciennement sur une brunoise de légume, avec comme "nouveau" colorant le vin de Porto et un peu de sucre et du liant. Quelques plantes ne sont plus des aliments (le pourpier...) ou bien sont dans une cuisine spécialisée (le topinambour); Et les purées de tous légumes étaient desséchées en cuisine. Sur la consistance : le velours était celui des légumes tamisé, le velouté est celui des légumes et des mets de viande liés à l'œuf et la crème, ce qui produit une impression flatteuse sur les sens (selon le français courant).

## Typologie
- 50 potages fondateurs de la cuisine classique ([détail 1]) in Saint-Ange, la Cuisine de Madame Saint-Ange : recettes et méthodes de la bonne cuisine française (1300 recettes 110 dessins in texte 16 photos couleurs), Paris VIe, Librairie Larousse, 1927, 1183 p. (ISBN 2-03-506107-5)

- 52 potages pour Ginette Mathiot, dont un « économique » « pommes de terre râpée au bouillon et beurre  », (la "soupe à l'oignon" est la formule qui suit avec  « oignon et farine » répertoriée « Potage » au sommaire), une panade, un velours... ([détail 2]) in Mathiot, LA CUISINE POUR TOUS : Que vous disposiez de 5 minutes ou de 3 heures 1200 recettes simples, originales faciles à réaliser, Paris, Albin Michel, 1955 (ISBN 2-253-00633-5)

- 6 potages dans la 3e leçon de Pellaprat LES POTAGES.  Le pot-au-feu « national », les bouillons, les consommés chauds et froids, les soupes aux légumes et soupes de poissons, les bisques, l'utilisation des potages en conserve « il suffit souvent d'une légère touche personnelle pour qu'ils prennent un petit air de « mijoté à la maison ». ([détail 3]) in Pellaprat, la cuisine en 20 leçons, Paris, J'AI LU/Flammarion, 1966

- 11 potages: 3 recettes de cuisine allemande, 2 de cuisine française, 3 de cuisine italienne, 1 de cuisine chinoise, 2 de cuisine américaine, (Crème fraîche, Sauce hollandaise sont les appellations utilisées dans les recettes), la cuisine par les photos ([détail 4]) de Schaffner et al., DIE GROSSE KOCHS-SCHULE (für erfängener und Einsteiger) : LA GRANDE CUISINE (pour débutants), ZABERT SANDMANN, 1999 (ISBN 3-453-18273-1)

- 11 potages : « La cuisine française est faite d'odeurs. Sans oublier les couleurs » (96 pages et 86 photos de paysages de 8 régions avec leurs plats traditionnels en situation[détail 5]) in Colinet et Mathey, LA CUISINE DES PROVINCES DE FRANCE, Librairie Gründ, Paris/Octopus Book Ltd. Londres, 1981, 96 p. (ISBN 2-70005123-8), imprimé par Mandarin Publishers Ltd. Hong-Kong. (Dans la même collection: La cuisine italienne La cuisine chinoise la cuisine espagnole et mexicaine).